# 奥尔登堡地区埃森
奥尔登堡地区埃森，简称埃森（德語：Essen，發音：[ˈɛsn̩] ⓘ），是德国下萨克森州克洛彭堡县的市镇，面积为98.11平方千米，2023年12月31日总人口为9,083人。